# Peter von Prachatitz
Peter von Prachatitz, en tchèque Petr z Prachatic, né peut-être à Prachatice, en Bohême, et mort en février 1429 à Vienne, est un architecte et tailleur de pierre de Bohême et d'Autriche qui a principalement participé à la construction de la cathédrale Saint-Étienne de Vienne.

## Biographie
Il travaille sous la direction du bâtisseur de cathédrale Wenzel Parler à la cathédrale Saint-Étienne de Vienne ; après sa mort à l'été 1404, il reprend son poste de maître d'œuvre et l'occupe jusqu'à sa mort. Il travaille sur le projet de tour sud où il prévoit un rétrécissement progressif et probablement aussi une plus grande hauteur. En 1426 commencent les travaux de démolition des murs de la nef romane ; Prachatitz doit également avoir commencé l'élévation des nouveaux murs de la nef. Il meurt à Vienne entre le 5 et le 19 février 1429. La tour sud n'est achevée qu'en 1433 par son successeur Hans von Prachatitz (avec qui aucune relation de parenté ne peut être prouvée).
On lui attribue également la façade ouest de l'Église Notre-Dame-du-Rivage. Il avait probablement des liens étroits avec l'atelier de la cathédrale de Prague.